# HSUW (торпеда)
HSUW (англ. High-Speed Undersea Weapon) — проект американской сверхбыстроходной торпеды, высокая скорость которой достигается благодаря созданию суперкавитационной полости. Суперкавитационная полость представляет собой смесь воды с пузырьками пара, которые полностью обволакивают корпус торпеды, значительно снижая сопротивление среды.